# گوش بیرونی
از نظر کالبدشناسی، گوش انسان شامل سه قسمت بیرونی، میانی و درونی است. گوش بیرونی بیرونی‌ترین بخش گوش است که شامل لالهٔ گوش و مجرای گوش خارجی می‌شود. وظیفه این بخش بیشتر جمع‌آوری و انتقال صداها به گوش میانی می‌باشد. 
گوش بیرونی بخش خارجی از سامانه شنوایی است که متشکل از برگچه گوش یا لاله گوش و دهانه خارجی دالان شنوایی است. وظیفه آن جمع‌آوری، پالایش فیزیکی و تمرکز انرژی صوتی و فرستادن آن بر روی پرده گوش یا پرده صماخ است. ساختار خاص لاله گوش به جهت‌یابی نیز کمک می‌کند. 

## آسیب‌ها
درد گوش بیرونی اغلب می‌تواند ناشی از شرایط محیطی مانند قرار گرفتن در معرض آب یا سرمای شدید هوا باشد. این شرایط محیطی ممکن است منجر به سرمازدگی گوش بیرونی شود. دلایل دیگر درد گوش بیرونی می‌تواند شامل تحریک اشیای خارجی مانند سواب پنبه یا انگشتان باشد. درد گوش بیرونی معمولاً با ناراحتی خفیف شروع می‌شود. حتی در اغلب موارد با کشیدن گوش یا فشار آوردن بر برآمدگی (تراگوس) جلوی گوش تشدید می‌شود. در شروع علائم درد گوش بیرونی، ظاهر گوش معمولاً تغییر نمی‌کند.